# Plug In + Play
Plug In + Play es el álbum debut de la banda The Faders, lanzado en el 2005.

## Lista de canciones
1. "No Sleep Tonight" (Jeff Taylor/Mark Taylor/Cheryl Parker/Sara Eker)
2. "Jump" (Jeff Taylor/Mark Taylor/Molly Ure/Steve Torch)
3. "Whatever It Takes" (Jeff Taylor/Mark Taylor/Cheryl Parker/Sara Eker)
4. "Girls Can Make You Cry" (Jeff Taylor/Mark Taylor/Cheryl Parker/Sara Eker)
5. "Better Off Dead" (Jeff Taylor/Mark Taylor/Cheryl Parker/Sara Eker)
6. "She Just Wants to Be Loved" (Jeff Taylor/Mark Taylor/Cheryl Parker/Sara Eker)
7. "Here with Me" (Jeff Taylor/Mark Taylor)
8. "You Know You Should" (Jeff Taylor/Mark Taylor/Cheryl Parker/Sara Eker)
9. "Strange Boy" (Jeff Taylor/Mark Taylor/Cheryl Parker/Sara Eker)
10. "I Let You Go Again" (Jeff Taylor/Mark Taylor)
11. "I Don't Mean Maybe" (Jeff Taylor/Mark Taylor/Cheryl Parker/Sara Eker)